# Mila Manes
Mila Manes (Quilmes, 13 de junio de 1999), también conocida por su nombre artístico MILA, es una cantante y compositora argentina de pop y música urbana, reconocida principalmente por su sencillo «No me haces falta», seleccionada para competir en el Festival Internacional de la Canción de Viña del Mar.

## Trayectoria
Nacida en Quilmes, provincia de Buenos Aires, en su adolescencia tomó la decisión de ser cantante profesional. Inició su carrera musical en 2020 con el lanzamiento de cuatro sencillos entre agosto y diciembre.«Agua», el primero de ellos, logró radiodifusión y fue presentado en canales de televisión de su país. Un mes después publicó «De a poquito», sencillo acompañado de un videoclip que contó con la participación del actor Federico Bal. En noviembre lanzó «Tu perdición» con su correspondiente video, seguido de «Viaje al pasado», a dúo con el músico y compositor Nahuel Pennisi.
A mediados de 2021 publicó su álbum debut, titulado El sueño de Mila, registrado en streaming desde el teatro Ópera de Buenos Aires. A finales del mismo año realizó una  gira como artista de apoyo del dúo de música urbana MYA, con el que recorrió catorce ciudades de su país natal. El 15 de diciembre presentó su álbum debut en el teatro La Trastienda.
Tras participar en diversos festivales musicales (como la Fiesta Nacional del Inmigrante en Oberá o la Fiesta Nacional de la Primavera en Cañuelas), en octubre de 2022 estrenó el sencillo «No me haces falta», con la colaboración del cantante y productor Estani. Según la revista Billboard, Manes «dio un salto en su carrera» con el lanzamiento de dicha canción.
Luego de compartir escenario con L-Gante en noviembre del mismo año en el marco de la Fiesta Nacional e Internacional de la Yerba Mate en Apóstoles, un mes después varios medios anunciaron que la artista representaría a su país en el Festival Internacional de la Canción de Viña del Mar con la canción «No me haces falta». El evento se celebró entre el 19 y el 24 de febrero de 2023.

## Discografía

### Álbumes de estudio
| Año  | Título           | Notas |
| ---- | ---------------- | ----- |
| 2021 | El sueño de Mila |       |

### Sencillos
| Año  | Título               | Notas              |
| ---- | -------------------- | ------------------ |
| 2020 | «Agua»               |                    |
| 2020 | «De a poquito»       |                    |
| 2020 | «Tu perdición»       |                    |
| 2020 | «Viaje al pasado»    | Con Nahuel Pennisi |
| 2021 | «Olvídate (en vivo)» | Con Sol Makena     |
| 2022 | «No me haces falta»  |                    |